# Alejandro Dussaillant Louandre
Alejandro Dussaillant Louandre (Lontué, 1880-Santiago, 1 de mayo de 1973) fue un agricultor y político chileno de ascendencia francesa, militante del Partido Liberal (PL) y luego del Partido Agrario. Se desempeñó como diputado de la República durante la década de 1930.

## Familia y estudios
Nació en Lontué, en el año 1880; hijo de Alejandro Dussaillant Proutet y María Luisa Louandre, ambos inmigrantes franceses. Realizó sus estudios en el Colegio de los Padres Franceses.
Se dedicó a las labores agrícolas, específicamente a la vitivinicultura. Fue dueño de la "Viña Casablanca" de Lontué, una de las más modernas en la primera mitad del siglo XX, por su laboratorio y biblioteca. En la actualidad, la viña cuenta con talleres anexos de tonelería, carpintería, herrería, taller de electricidad, barraca, etc. Además, de producción vinícola destinada al consumo nacional e internacional, siendo exportada, principalmente, al Sudamérica y centro América, Japón, China, Inglaterra, Suecia, y Francia. Asimismo, fue director de la Sociedad Anónima Sub-Productos Vinícolas Lontué.
Se casó con Enriqueta Grossetête, con quien tuvo cuatro hijos.

## Carrera política
Militante del Partido Liberal (PL), en las elecciones parlamentarias de 1930, fue elegido como diputado por la Duodécima Circunscripción Departamental (correspondiente a los departamentos de Talca, Lontué y Curepto), por el período legislativo 1930-1934. Durante su gestión fue diputado reemplazante en la Comisión Permanente de Hacienda e integró la Comisión Permanente de Industria y Comercio. Sin embargo no logró finalizar su periodo parlamentario debido a que el Congreso Nacional fue disuelto tras el golpe de Estado del 4 de junio de 1932 que derrocó al gobierno del radical Juan Esteban Montero.
Luego, en las elecciones parlamentarias de 1932, fue reelegido como diputado por la misma Circunscripción, pero que ahora sólo incluía a Lontué y Talca, por el periodo 1933-1937. En esa oportunidad integró la Comisión Permanente de Hacienda, de la que fue presidente; y la Comisión Permanente de Industrias.
En 1937 fue expulsado de su partido a causa de un artículo publicado en El Diario Ilustrado, que fue considerado de tendencia comunista. Para las elecciones parlamentarias de ese año, se presentó como candidato apoyado por el Partido Agrario; resultando elegido, por la reformada Duodécima Agrupación Departamental (Lontué, Talca y Curepto), por el período 1937-1941; integró la Comisión Permanente de Hacienda.
Entre otras actividades, fue miembro de la Sociedad Nacional de Agricultura (SNA), de la Sociedad de Fomento Fabril (Sofofa), del Club de La Unión y del Club Liberal.
Falleció en Santiago de Chile, el 1 de mayo de 1973.